# Маркшейдерський екзаменатор
Маркшейдерський екзаменатор (рос. маркшейдерский экзаменатор, англ. device for laboratory testing of mine-surveying instruments, нім. markscheiderischer Libellenprüfer m) — контрольно-вимірювальний прилад для перевірки і визначення в лабораторних умовах деяких характеристик маркшейдерсько-геодезичних приладів та інструментів (ціни поділок рівнів, чутливості компенсаторів і ін.).